# Eleição municipal de Ferraz de Vasconcelos em 2012
A eleição municipal de Ferraz de Vasconcelos em 2012 aconteceu em 7 de outubro de 2012 para eleger um prefeito, um vice-prefeito e 17 vereadores no município de Ferraz de Vasconcelos, no leste do Estado de São Paulo, no Brasil. O prefeito eleito foi Acir Filló, do PSDB, com 42,04% dos votos válidos, sendo vitorioso logo no primeiro turno em disputa com mais quatro adversários, Zé Biruta  (PPS), Cláudio Ramos  (PSB), Rose Crossi  (PTB) e Ribamar Passos (PSOL). O vice-prefeito eleito, na chapa de Acir Filló, foi Jose Izidro Neto  (PMDB).
A disputa para as 17 vagas na Câmara Municipal de Ferraz de Vasconcelos envolveu a participação de 40 candidatos. O candidato mais bem votado foi o debutante Roberto de Sousa, que obteve 1.770 votos (2,03% dos votos válidos).

## Antecedentes
Na Eleição municipal de Ferraz de Vasconcelos em 2008, Jorge Abissamra, do  PSB, derrotou o candidato do PDT Acir Filló com 52% dos votos válidos. O candidato do  PSB foi reeleito em 2008 com 42.567 dos votos válidos, a maior votação na história da cidade.
Acusado de licitações fraudulentas e de desviar recursos públicos para enriquecimento próprio, a justiça, em 2013, sequestrou os bens de Jorge Abissamra.

## Eleitorado
```
Na eleição de 2012, estiveram aptos a votar 115.502 ferrazenses,
[
5
]
sendo apurados 97.651 dos votos.
```

## Candidatos
Foram cinco candidatos à prefeitura em 2012: Acir Filló do PSDB, Zé Biruta do PSD, Claudio Ramos do PSB,  Rose Crossi do PTB e Ribamar Passos do PSOL
| Candidato(a)   | Vice               | Partido | Coligação                                                                                    |
| -------------- | ------------------ | ------- | -------------------------------------------------------------------------------------------- |
| Acir Filló     | Izidro Neto        | PSDB    | "Construindo O Futuro" (PMDB / PTC / PSDB / PSD / PSC / DEM / PP / PRB)                      |
| Zé Biruta      | Dias Loureiro      | PPS     | "Compromisso Com A Verdade" (PPS / PR / PPL / PHS / PT do B)                                 |
| Claudio Ramos  | Aparecido Marabraz | PSB     | "Pra Ferraz Seguir Em Frente" (PDT / PT / PSL / PTN / PMN / PSB / PV / PRP / PC do B / PRTB) |
| Rose Crossi    | Eduardo Brandão    | PTB     | "Ferraz Só Muda Se Você Mudar" (PTB / PSDC)                                                  |
| Ribamar Passos | Zafira Fifi        | PSOL    | "PSOL"                                                                                       |

## Campanha
Acir Filló em sua proposta de governo destaca a prioridade para saúde, segurança e educação. Na área da saúde, Filló implementará Ambulatórios Médicos de Especialidades (AME); uma Unidade de Pronto Atendimento (UPA); a transformação de quatro postos de saúde com atendimento 24 horas e reimplantar o Programa de Saúde da Família (PSF).
Para aumentar a segurança em Ferraz de Vasconcelos, Filló quer a instalação de mais uma Companhia do 32º Batalhão da Polícia Militar e o 1º Distrito Policial, na região do bairro da Vila Margarida. Na área da educação, Filló vai construir a Faculdade de Tecnologia (FATEC) e mais dez novas escolas municipais, sendo 50% delas de período integral.

## Resultados

### Prefeito
No dia 7 de outubro, Acir Filló foi eleito com 42,4% dos votos válidos.
| Candidato(a)           | Vice                    | 1º Turno 7 de outubro de 2012 | 1º Turno 7 de outubro de 2012 |
| Candidato(a)           | Vice                    | Votação                       | Votação                       |
|                        |                         | Total                         | Porcentagem                   |
| ---------------------- | ----------------------- | ----------------------------- | ----------------------------- |
| Acir Filló (PSDB)      | Izidro (PMDB)           | 35.640                        | 30,86%                        |
| Zé Biruta (PSD)        | José Loureiro (PR)      | 24.852                        | 21,52%                        |
| Claudio Ramos (PSB)    | Aparecido Marabraz (PT) | 22.842                        | 19,78%                        |
| Rose Crossi (PTB)      | Eduardo Brandão (PSDC)  | 818                           | 0,71%                         |
| Ribamar Passos (PSOL)  | Zafira Fifi (PSOL)      | 615                           | 0,53%                         |
| Total de votos válidos | Total de votos válidos  | 84.767                        | 86,81%                        |
| Votos em branco        | Votos em branco         | 5.593                         | 5,73%                         |
| Votos nulos            | Votos nulos             | 7.291                         | 7,47%                         |
| Total                  | Total                   | 97.651                        | 100%                          |
| Abstenções             | Abstenções              | 17.851                        | 15,46%                        |
| Votos apurados         | Votos apurados          | 97.651                        | 100%                          |
| Total de eleitores     | Total de eleitores      | 115.502                       | 100%                          |

### Vereador
Dos vários candidatos ao cargo de Vereador em Ferraz de Vasconcelos, dezessete (17) vereadores foram eleitos, sendo duas mulheres. O partido que mais lançou candidatos para o cargo de vereador foi o PSB com trinta (trinta) pessoas, seguido pelo PT com 28 (vinte e oito), 23 (vinte e três) pelo PSDB, 23 (vinte e três) pelo PSD, 20 (vinte) pelo PR, 18 (dezoito) pelo PDT, 17 (dezessete) pelo PV, 15 (quinze) pelo PMDB, 8 (oito) pelo PSD e 7 (sete) candidatos pelo PRB.
O vereador mais votado foi Roberto de Souza, do PMDB, com 1770 votos (2,03%)..
O PSB é o partido com o maior número de vereadores eleitos (3), seguido por PMDB, PSDB, PPS, PT e PR com dois cada.